# Nora Brugman Cabot
Nora Brugman Cabot   (Barcelona, 31 de gener de 1992) és una esportista catalano-estatunidenca que competeix en vela a la classe 470. Entre 2016 i 2020 va competir sota la bandera dels Estats Units i després sota la d'Espanya.

## Trajectòria
Els seus pares són esportistes professionals. Mercè Cabot era esquiadora de competició; mentre que Daniel Brugman, nascut a Boston, va ser jugador d'hoquei sobre gel al CG Puigcerdà. Ell li va transmetre la passió pels esports d'aigua. Va començar a practicar la vela quan tenia 4 anys.
A inicis de 2016, va formar parella amb Sofía Toro amb la mira en la classificació pels Jocs de Rio de Janeiro d'aquell mateix any, que no van aconseguir. Aquell mateix estiu, després de graduar-se en Publicitat i Relacions Públiques a la Universitat Pompeu Fabra de Barcelona, marxa a viure als Estats Units. Inicia el nou cicle olímpic fent parella amb la seva germana Atlantic i sota bandera estatunidenca, però tampoc aconsegueix la classificació per a Tòquio 2020. Els Jocs del Japó serien els últims amb la classe 470 dividida per gènere, passant a tenir una única categoria mixta a partir del 2024. Jordi Xammar, amb qui es coneixen des de petits, i que acabava de guanyar el bronze olímpic a Tòquio, l'ofereix formar tàndem amb ell.
El 2022 van ser medalla de plata en els Campionats del Món i d'Europa; el 2023 van revalidar el subcampionat mundial i el 2024 van aconseguir ambdós títols. D'aquesta manera, la parella catalana va classificar-se per als Jocs Olímpics d'Estiu de 2024. Després d'una bona competició, van arribar a l'última jornada en la 2a posició de la general; però van fallar en la medal race i finalment van ser 4ts, superats per Lara Vadlau i Lukas Maehr (Àustria), Keiju Okada i Miho Yoshioka (Japó), i Anton Dahlberg i Lovisa Karlsson (Suècia).